# Juvenile Amyotrophe Lateralsklerose
Die Juvenile Amyotrophe Lateralsklerose (JALS) ist eine sehr seltene, zu den Motoneuron-Krankheiten zählende  angeborene Erkrankung mit den Hauptmerkmalen einer fortschreitenden Neurodegeneration mit Beginn im Kindes- oder jungen Erwachsenenalter. Es handelt sich um die juvenile Form der Amyotrophen Lateralsklerose (ALS).
Die Krankheit wird synonym auch als chronisch juvenile ALS, juvenile Charcot-Krankheit (nach dem Erstbeschreiber Jean-Martin Charcot) und juvenile Lou-Gehrig-Krankheit (nach dem betroffenen  US-amerikanischen Baseballspieler Lou Gehrig) bezeichnet.

## Verbreitung
Die Häufigkeit wird mit unter 1 zu 1.000.000 angegeben, die Vererbung erfolgt autosomal-rezessiv.

## Ursache
Je nach bekannter ursächlicher Mutationen können folgende Formen unterschieden werden:
- ALS2 mit Mutationen im ALS2-Gen am Genort 2q33.1[2]
- ALS5 mit Mutationen im SPG11-Gen an 15q23.1[3]
- ALS16 mit Mutationen im SIGMAR1-Gen an 9p13.3[4]

## Klinische Erscheinungen
Klinische Kriterien sind:
Im (späten) Kindesalter beginnende Degeneration der Motoneuronen mit Spastik der Gesichtsmuskeln, Sprechstörungen (Dysarthrie) und mitunter einer Pseudobulbärparalyse.

## Diagnose
Die Diagnose ergibt sich aus der Klinik, motorisch evozierten Potentiale fehlen oder sind reduziert, Elektromyografie ergibt Denervierungszeichen, die Nervenleitgeschwindigkeit ist ebenso wie die Kernspintomographie normal.

## Differentialdiagnose
Abzugrenzen sind Juvenile Primäre Lateralsklerose und die Infantile aufsteigende hereditäre spastische Paralyse.

## Therapie
Die Behandlung zielt auf Erhalt der Beweglichkeit.